# Criminalidade no México

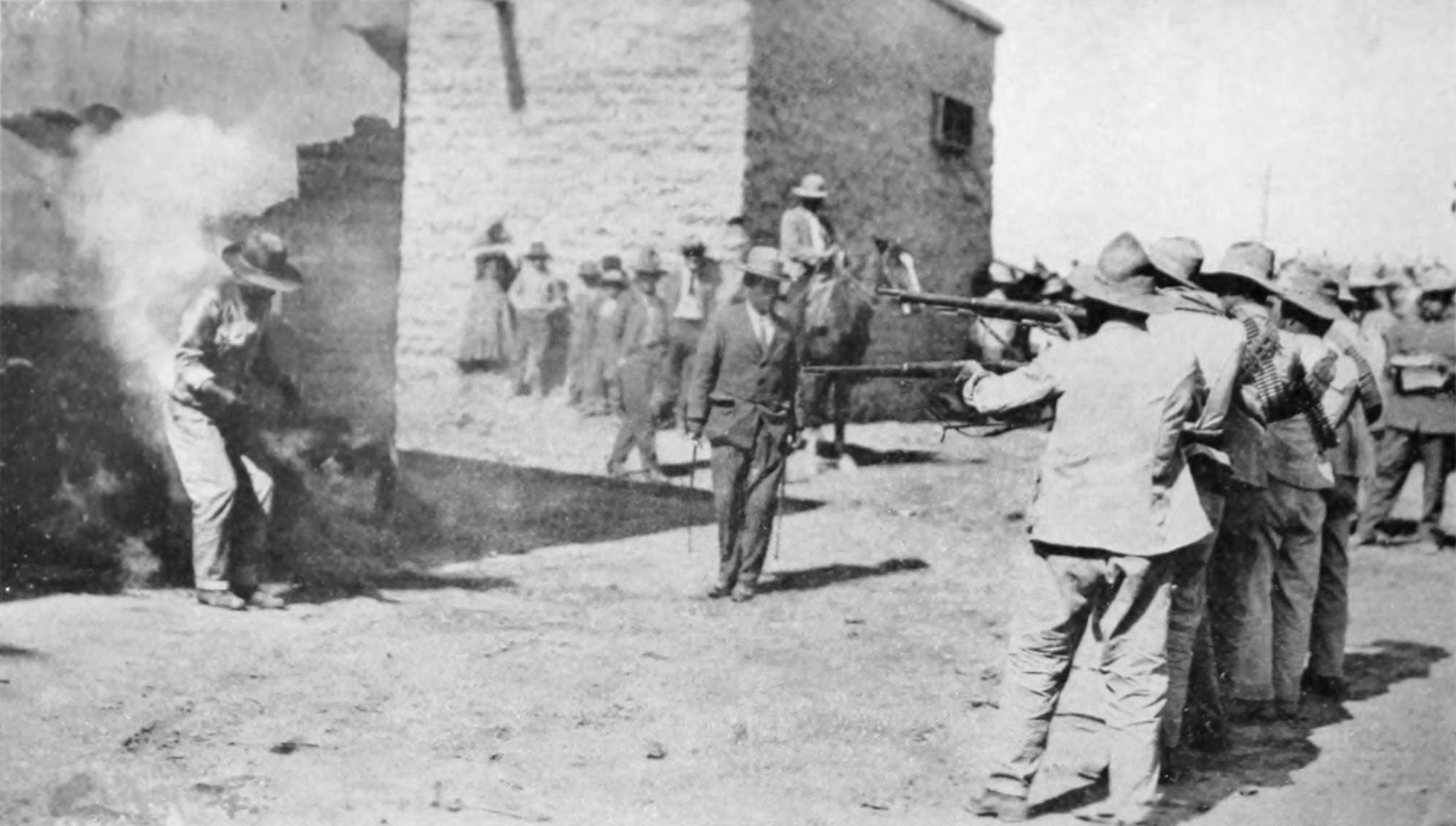
Execução por fuzilamento no México, 1916

A criminalidade é uma das preocupações mais urgentes no México, como é o caso de muitos outros países latino-americanos. Os cartéis de droga mexicanos desempenham um papel muito importante no fluxo de cocaína, heroína e maconha, que transitam entre a América Latina e os Estados Unidos. Uma curva acentuada do consumo de droga relacionadas com a violência, alguns analistas que se preocupam com a "Colombinização" do México. 
O tráfico de drogas levou à corrupção, o que teve um efeito prejudicial sobre a democracia no país, e todo este crime organizado também têm sido uma importante fonte de crimes violentos no México.

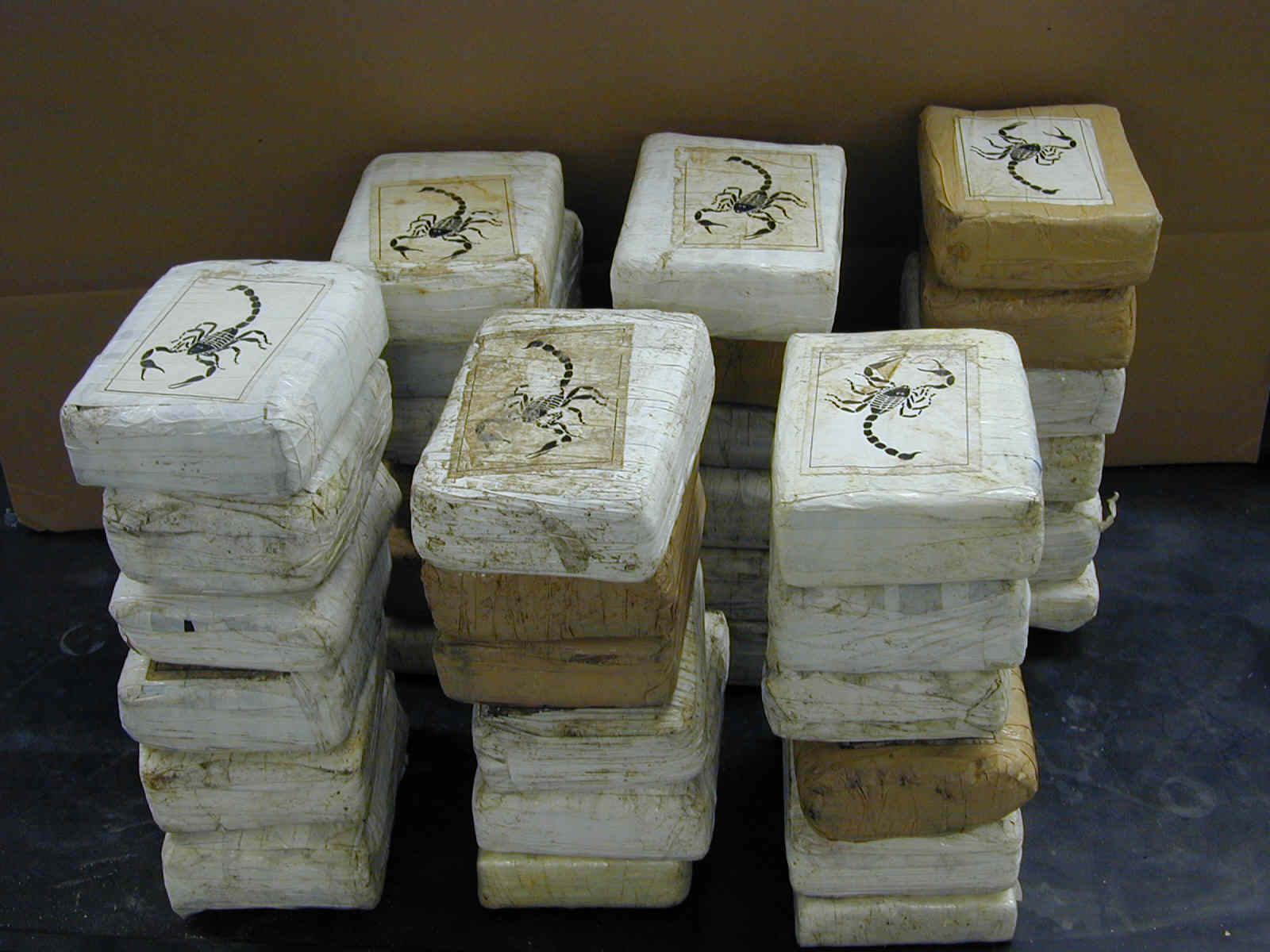
Tráfico de drogas:Cocaína, na forma em que é mais comumente transportada.

As taxas de criminalidade têm sido cada vez mais elevadas, principalmente nos grandes centros urbanos. A grande polarização econômica do país tem estimulado a atividade criminosa em estratos socioeconômicos mais baixos, o que inclui a maioria da população do país. O crime continua em níveis elevados, e é constantemente marcado pela violência, especialmente nas cidades de Tijuana e Ciudad Juárez, e nos estados de Baixa Califórnia, Durango, Sinaloa, Guerrero, Chihuahua, Michoacán, Tamaulipas e Nuevo León.. Outras áreas metropolitanas têm mais baixos, mas ainda graves, níveis de criminalidade.